# Vladimiras Nikitinas
Vladimiras Nikitinas (* 1941; † 6. Februar 2023) war ein litauischer Jurist. Er war Generalstaatsanwalt Litauens.

## Leben
Nach dem Abitur an der Mittelschule absolvierte Vladimiras Nikitinas den Militärdienst in der sowjetischen Armee und danach studierte er Jura an der Rechtsfakultät der Universität Vilnius und beendete das Studium als Diplom-Jurist.
Er arbeitete als Ermittler (tardytojas), stellvertretender Staatsanwalt der Staatsanwaltschaft und Staatsanwalt der Staatsanwaltschaft der Litauischen SSR. 1986–1992 war er Stellvertretender Justizminister Litauens. Schließlich war er von 1995 bis 1997 Generalstaatsanwalt Litauens. Aus diesem Amt wurde er vorzeitig (wegen EBSW u. a.) entlassen. Von 1976 bis 1986 und von 1992 bis 1995   Richter des Obersten Gerichts (LR Aukščiausiasis Teismas).